# Martinique Aimé Césaires internationella flygplats
Martinique Aimé Césaires internationella flygplats är en flygplats i Martinique. Den ligger i den centrala delen av Martinique, 8 km öster om huvudstaden Fort-de-France. Närmaste större samhälle är Le Lamentin, 2,0 km norr om Martinique Aimé Césaires internationella flygplats. 

## Statistik
Sökfråga på wikidata efter rådata.